# Oh My Girl (альбом)
Oh My Girl — дебютный мини-альбом южнокорейской гёрл-группы Oh My Girl. Был выпущен 20 апреля 2015 года компанией WM Entertainment и распространен LOEN Entertainment. Альбом был спродюсерован Ли Вон-Мином, генеральным директором WM Entertainment, с музыкой 72 и Мун Чжон-Гю. Альбом содержит четыре трека, в том числе ведущий сингл «Cupid», который вышел вместе с альбомом.
Oh My Girl продвигали альбом серией живых выступлений на музыкальных шоу в Южной Корее. «Cupid» был положительно оценен несколькими музыкальными критиками, и он вошел в топ-10 лучших списков PopMatters и Idolator K-pop. Песня также была названа одним из лучших новичков 2015 года.

## Релиз и промоушен

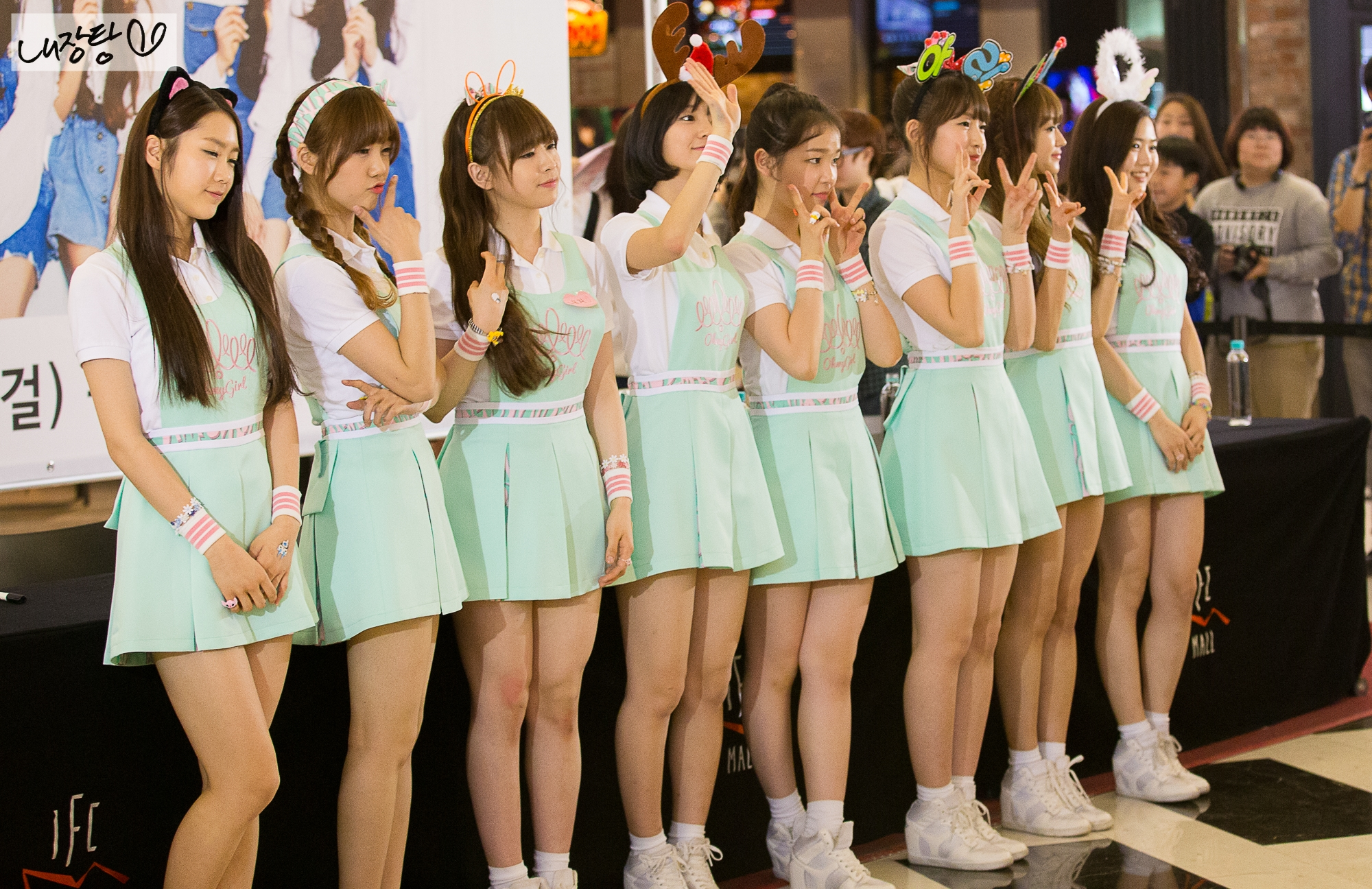
в торговом центре IFC в Yeouido, май 2015 года.

WM Entertainment представили свою новую группу из восьми человек на официальном сайте 26 марта 2015 года. 7 апреля агентство подтвердило дату выпуска альбома и сообщило, что последние приготовления были сделаны. Дебютный мини-альбом Oh My Girl был выпущен 20 апреля 2015 года как в CD, так и в цифровом формате. Сопровождающее музыкальное видео для «Cupid», снято Zanybros, было выпущено в тот же день.
Дебютный шоукейс Oh My Girl состоялась 20 апреля в AX Korea в рвйоне Кванджин, Сеул, где они впервые исполнили песни с альбома. Затем группа продвигала альбом с выступлениями «Cupid» на различных музыкальных шоу, начиная с The Show 21 апреля. Они завершили промоушен альбома 21 июня с выступлением «Curious» на Inkigayo.

## Композиции
Альбом был продюсирован генеральным директором WM Entertainment Ли Вон-Мином, с музыкой, созданной Чхве Чжэ-Хёком (под псевдонимом 72) и Мун Чон-Гю из Key Artist Agency, музыкальной издательской и продюсерской компании, базирующейся в Лос-Анджелесе. Три из четырех песен (все, кроме «Cupid») были написаны 72, и музыку авторов песен, связанных с агентством.
Вступительная песня «Oh My Girl!» имеет рок-ритм и мелодию фортепиано, была написана американским автором песен Шоном Александером. «Cupid» - это танцевальная песня с ударными и перкуссией барабанной линии, диско-гитарами и синтезаторами и множественными сменами клавиш. Он был продюсирован Хёком Шином и его командой Joombas Music Factory с лирикой Ким Ины. Объясняя значение слова «Cupid», участница группы Бинни сказала: «Это песня, выражающая сердца милых девушек, которые просят Купидона о помощи, чтобы иметь человека, который им нравится».
«Hot Summer Nights» написан Александром, шведским композитором и гитаристом Андреасом Обергом и американским музыкантом Ринатом Ариносом. Песня о прогулке по пляжу с любимым человеком; Участница группы ДжинИ сказала, что это «напоминает вам о хорошей летней памяти». «Curious» - это поп-баллада со свистом и гитарой, написанная Эбергом, Александром и Алехандрой Окампо. В тексте песни влюбленная девушка впервые играет «он любит меня ... он не любит меня» с цветком.

## Приём
«Cupid» получил положительные отзывы от нескольких музыкальных критиков. Скотт Интерранте, из PopMatters, назвал песню «идеальной дистилляцией всего, что должно быть в K-pop: это сахарин почти до тошноты, но также необычный и непредсказуемый». Он также сказал, что у Oh My Girl, был самый сильный дебют в этом году. В конце года песня заняла девятое место в списке «Лучший K-Pop 2015 года», заявив, что песня «отражает электрическое чувство молодости и любви».
Жак Петерсон, пишущий для Idolator, назвал песню «одновременно гипнотической и раздражающей» и назвал ее «жемчужиной неожиданного новичка года». Он занял 7 место в списке «25 лучших песен K-Pop 2015 года». Джефф Бенджамин, из Fuse, сказал, что это был один из лучших релизов для новичков 2015 года. Петерсон и Бенджамин сравнили песню с «Hollaback Girl» Гвен Стефани.

## Трек-лист
| №                   | Название                    | Текст песни         | Музыка                                         | Arrangement                      | Длительность |
| ------------------- | --------------------------- | ------------------- | ---------------------------------------------- | -------------------------------- | ------------ |
| 1.                  | «Oh My Girl!» (Intro)       | 72                  | 72 Sean Alexander [ a ] Avenue 52              | 72 Alexander Avenue 52           | 1:18         |
| 2.                  | «Cupid»                     | Kim Eana            | Hyuk Shin Jordan Kyle DK Jarah Gibson          | Shin Kyle DK Gibson              | 3:27         |
| 3.                  | «Hot Summer Nights»         | Lee Bo-ra 72 Mimi   | Alexander Andreas Öberg Rinat Arinos Avenue 52 | Alexander Öberg Arinos Avenue 52 | 3:17         |
| 4.                  | «Curious» (кор. 궁금한걸요) | Lee 72              | Öberg Alexander Alejandra Ocampo Avenue 52     | Öberg Alexander Ocampo Avenue 52 | 3:41         |
| Общая длительность: | Общая длительность:         | Общая длительность: | Общая длительность:                            | Общая длительность:              | 11:43        |

## Чарты
| Чарты (2015)               | Высшая позиция |
| -------------------------- | -------------- |
| South Korean Albums (Gaon) | 6              |

### Комментарии
1. ↑  Sean Alexander is also credited under his solo project name, Avenue 52.[9]